# کراستاز
کراستاز (انگلیسی: Kérastase) (تلفظ فرانسوی: [keʁastaz]) یک شاخه لوکس فرانسوی تولید محصولات مراقبت از مو و پوست سر است که محصولات را در سطح بین‌المللی توزیع می‌کند. کراستاز بخشی از گروه محصولات حرفه ای لورئال می‌باشد که در سال ۱۹۶۴ توسط دانشمندان تحقیقات پیشرفته لورئال ایجاد شد.